# غراوستوك
غراوستوك (بالإنجليزية: Graustock)‏ هو أحد جبال سلسلة جبال الألب أوري وجزء من القمة الأم روتساندنولين يقع في كانتون برن وكانتون نيدفالدن وكانتون أوبفالدن، سويسرا. يبلغ ارتفاع الجبل حوالي 2662 متر، بينما يبلغ ارتفاع نتوء الجبل 256 متر.